# De chinezen
De chinezen is een Belgisch televisiebedrijf dat in 2011 werd opgericht door Elke Neuville, Arnout Hauben en Mikhael Cops. Het levert programma's aan voor de VRT, maar staat open voor andere zenders in het medialandschap. De VRT heeft sinds 2013 een minderheidsparticipatie van tien procent in het bedrijf.
De oprichters waren voordien medewerkers van Woestijnvis. Ze werkten mee aan programma's als  Man bijt hond, De school van Lukaku, Het Geslacht De Pauw en Meneer Doktoor.
Ze leveren voornamelijk programma's voor de Vlaamse zenders Eén, Canvas en VTM, de Waalse zenders RTL TVI en RTBF, het Vlaams-Brabantse ROBtv en de Nederlandse zender NPO 2.

## Producties
- Iedereen beroemd (2012-heden)
- Ten oorlog I (2013)
- Naar de top (2013)
- Manneken Pis (2014)
- People of Tomorrow (2014)
- De quiz van het jaar (2014-2015)
- Afspraak in Rio (2015-2016)
- Jonge benen (2015)
- Ten oorlog II (2015)
- Radio Gaga (2015-2017, 2021)
- De noodcentrale (2016 - heden) (ook als Appel d'urgence vanaf 2017)
- Duivelse Vrouwen (2016)
- 4x7 (2016-2017)
- Onder Vlaamse velden (2016)
- M/V van het jaar (2016)
- Kroonprinsen (2017)
- Een Onvergetelijke Dag (2017)
- De helden van Arnout (2017)
- Gek en geniaal (2017)
- Leve de Zoo (2018)
- Voor de mannen (2018)
- De weekenden (2018-2020)
- Rond de Noordzee (2019)
- Terug naar Rwanda (2019)
- Meer vrouw op straat (2020)
- Dwars door België (2020)
- De Kemping (2021)
- Dwars door de Middellandse Zee (2021)
- Taxi Joris (2022)
- Dwars door de Lage Landen (2022, 2024)
- De Droomfabriek (2024)